# Йованович, Вукашин (футболист, 1996)
Вука́шин Йова́нович (серб. Вукашин Јовановић; 17 мая 1996, Белград, Союзная Республика Югославия) — сербский футболист, защитник кипрского клуба «Аполлон».

## Клубная карьера
Вукашин начал заниматься футболом в юношеской команде «Црвены Звезды». За основную команду дебютировал в 1 туре сезона 2014/15, выйдя на замену вместо Дарко Лазича в концовке матча с клубом «Раднички». Через несколько дней после этой игры Вукашин заключил свой первый профессиональный контракт сроком на 4 года. В июне 2015 года появилась новость о том, что Йованович может перейти в московский «Спартак», однако уже в начале 2016 года стал футболистом «Зенита». За год провёл 25 матчей в составе второй команды, забил один гол. 31 января был отдан в аренду до конца сезона в «Бордо». Дебютировал в составе французской команды 7 февраля 2017 года в матче против «Кана», выйдя на поле в основном составе и отыграв все 90 минут.
17 июля 21-летний сербский футболист подписал с французским клубом «Бордо» контракт до июня 2021 года. «Зенит» получил за переход защитника € 3,25 млн.

## Карьера в сборной
Вукашин выступал за юношескую сборную Сербии (до 17 лет). В составе юношеской сборной до 19 лет принимал участие в чемпионате Европы в Венгрии. Йованович сыграл во всех 4 матчах своей команды на турнире. В 2015 году выиграл чемпионат мира до 20 лет в Новой Зеландии.

## Достижения
Зенит
- Обладатель Суперкубка России: 2016

## Статистика
| Выступление      | Выступление      | Выступление      | Лига | Лига | Кубок | Кубок | Еврокубки | Еврокубки | Итого | Итого |
| Клуб             | Лига             | Сезон            | Игры | Голы | Игры  | Голы  | Игры      | Голы      | Игры  | Голы  |
| ---------------- | ---------------- | ---------------- | ---- | ---- | ----- | ----- | --------- | --------- | ----- | ----- |
| Црвена Звезда    | Суперлига        | 2014/15          | 13   | 0    | 0     | 0     | 0         | 0         | 13    | 0     |
| Црвена Звезда    | Суперлига        | 2015/16          | 19   | 2    | 1     | 0     | 0         | 0         | 20    | 2     |
| Црвена Звезда    | Итого            | Итого            | 32   | 2    | 1     | 0     | 0         | 0         | 33    | 2     |
| Зенит            | Премьер-лига     | 2016/17          | 0    | 0    | 0     | 0     | 0         | 0         | 0     | 0     |
| Зенит            | Итого            | Итого            | 0    | 0    | 0     | 0     | 0         | 0         | 0     | 0     |
| → Зенит-2        | ФНЛ              | 2015/16          | 12   | 1    | 0     | 0     | —         | —         | 12    | 1     |
| → Зенит-2        | Итого            | Итого            | 12   | 1    | 0     | 0     | 0         | 0         | 12    | 1     |
| Всего за карьеру | Всего за карьеру | Всего за карьеру | 44   | 3    | 1     | 0     | 0         | 0         | 45    | 3     |